# Ralph Chubb
Ralph Nicholas Chubb (8 de fevereiro de 1892 - 14 de janeiro de 1960) foi um poeta, impressor e artista britânico. Fortemente influenciado por Whitman, Blake e pelos românticos, o seu trabalho resultou na criação de uma mitologia pessoal altamente intrincada, anti-materialista e sexualmente revolucionária.
Ralph Nicholas Chubb nasceu em Harpenden, Hertfordshire. Sua família se mudou para a cidade histórica de St Albans antes de seu primeiro aniversário. Chubb estudou na Escola de St Albans e na Selwyn College, em Cambridge, antes de se tornar um oficial na Primeira Guerra Mundial. Ele serviu com distinção, mas desenvolveu a neurastenia, e se tornou invalidado em 1918.
De 1919-1922 Chubb estudou na Slade School of Art em Londres. Foi lá que ele conheceu Leon Underwood e outros artistas influentes. Ele passou a contribuir com vários artigos e poemas para a revista de Underwood, The Island. Embora o seu trabalho foi exibido em locais como a Galeria Goupil e da Real Academia de Artes, suas pinturas não foram vendidas. Existem várias em coleções públicas na Grã-Bretanha. Seu maior pintura The Well (1920) esta em Wakefield; Southhampton tem banhistas com meninos lutando, e nus em Leamington, todos ilustrados nos catálogos da Fundação Pública de Arte. Ele se mudou com sua família para a aldeia de Curridge, perto Newbury em Berkshire. Ele começou a dedicar seus talentos artísticos para as obras impressas que permaneceriam como seu trabalho principal em vida.

## Leitura adiciona
- Cave, Roderick (1960). In Blake's Tradition: the Press of Ralph Chubb. The American Book Collector. 11 (2), p8-17
- Cave, Roderick (1960). 'Blake's Mantle', a Memoir of Ralph Chubb. Book Design and Production. 3 (2), p24-8
- D'Arch Smith, Timothy (1970). Love in Earnest. Londres: Routledge & Kegan Paul.
- Rahman, Tariq (1991). Ephebophilia and the Creation of a Spiritual Myth in the Works of Ralph Nicholas Chubb. Journal of Homosexuality. 20 (1-2), p103-127
- Reid, Anthony (1970).  Ralph Chubb:  The Unknown.  Reprinted from The Private Library. 3 (3-4).